# ساموئل کامپیس
ساموئل کامپیس (اسپانیایی: Samuel Campis‎؛ زادهٔ ۱۰ سپتامبر ۱۹۴۸) بازیکن بسکتبال اهل مکزیک بود. وی در بازی‌های المپیک تابستانی ۱۹۷۶ شرکت کرده‌است.